# Бейвуд (Нью-Йорк)
Бейвуд (англ. Baywood) — переписна місцевість (CDP) в США, в окрузі Саффолк штату Нью-Йорк. Населення — 7726 осіб (2020).

## Географія
Бейвуд розташований за координатами 40°45′12″ пн. ш. 73°17′24″ зх. д. / 40.75333° пн. ш. 73.29000° зх. д. (40.753377, -73.290032).  За даними Бюро перепису населення США в 2010 році переписна місцевість мала площу 5,85 км², уся площа — суходіл.

## Демографія
Згідно з переписом 2010 року, у переписній місцевості мешкало 7350 осіб у 2162 домогосподарствах у складі 1701 родини. Густота населення становила 1255 осіб/км².  Було 2272 помешкання (388/км²).
Расовий склад населення:
| - 63,8 % — білих - 14,8 % — чорних або афроамериканців - 4,0 % — азіатів - 0,8 % — корінних американців - 12,7 % — осіб інших рас |

До двох чи більше рас належало 3,9 %. Частка іспаномовних становила 34,7 % від усіх жителів.
За віковим діапазоном населення розподілялося таким чином: 24,2 % — особи молодші 18 років, 64,4 % — особи у віці 18—64 років, 11,4 % — особи у віці 65 років та старші. Медіана віку мешканця становила 37,4 року. На 100 осіб жіночої статі у переписній місцевості припадало 100,5 чоловіків;  на 100 жінок у віці від 18 років та старших — 99,9 чоловіків також старших 18 років.
Середній дохід на одне домашнє господарство  становив 83 369 доларів США (медіана — 74 609), а середній дохід на одну сім'ю — 86 948 доларів (медіана — 76 938). Медіана доходів становила 47 528 доларів для чоловіків та 41 640 доларів для жінок. За межею бідності перебувало 7,3 % осіб, у тому числі 8,2 % дітей у віці до 18 років та 4,7 % осіб у віці 65 років та старших.
Цивільне працевлаштоване населення становило 3538 осіб. Основні галузі зайнятості: освіта, охорона здоров'я та соціальна допомога — 28,4 %, науковці, спеціалісти, менеджери — 12,1 %, роздрібна торгівля — 10,5 %, виробництво — 9,7 %.